# 克里比城堡
克里比城堡（法語：Château de Quéribus) 是位於法國南部屈屈尼昂地區的一座城堡廢墟。1907年，克里比城堡被列入法國歷史紀念建築。克里比城堡是卡特里派最後的據點之一。

## 外部連結

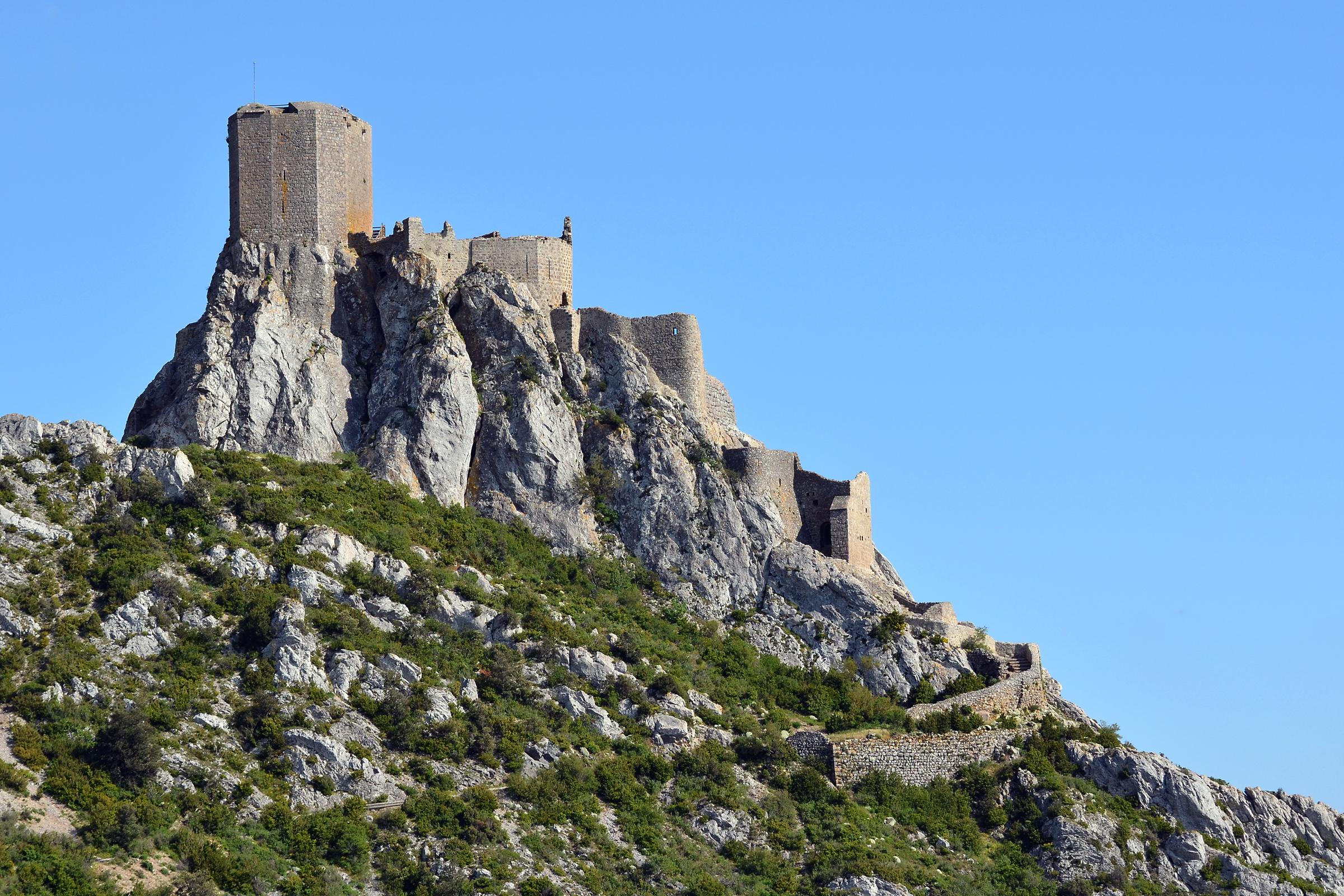
克里比城堡

- Ministry of Culture database entry for Château de Quéribus （页面存档备份，存于） （法文）